# 小行星4146
小行星4146（4146 Rudolfinum）是一颗围绕太阳公转的小行星。1982年2月16日，拉迪斯拉夫·布羅傑克在克萊季发现了此天体。
这颗小行星的绝对星等为321.0070463329421等。